# Ex's & Oh's
«Ex's & Oh's» es el primer sencillo de la artista estadounidense Elle King para su álbum debut, Love Stuff (2015). Fue lanzado el 18 de abril de 2014 como el primer sencillo del álbum a través de RCA Records. La canción alcanzó el éxito en el género rock, llegando al número 1 en la lista Billboard Hot Songs Rock, y más tarde cruzó la radio pop para adultos. En junio de 2015, "Ex's & Oh's" fue certificado Oro por Music Canada. "Ex's & Oh's" alcanzó la cima de la tabla de canciones alternativas en septiembre de 2015, convirtiéndose en la segunda canción de una mujer en solitario en llegar a la cima desde 1996 después de Lorde que logró esta hazaña en 2013 con "Royals". La canción también se convirtió en primer top 10 hit del King en el Billboard Hot 100.
"Ex's & Oh's" ha recibido dos nominaciones en la edición 58 de los Premios Grammy, en las categorías de Mejor Canción de Rock y Mejor Presentación de Rock.

## Composición
"Ex's & Oh's" es una canción de rock uptempo que combina elementos del rock alternativo, blues rock y el rock sureño. La canción fue escrita por Elle King con el productor de la canción, Dave Bassett y lo acredita por su ayuda a dar forma al sonido del álbum. su instrumentación incluye el banjo, la guitarra y los tambores y está influenciado por la música country.

## Recepción de la crítica
"Ex's & Oh's" ha recibido la aclamación de la mayoría de los críticos de música. Stephen Thomas Erlewine de AllMusic etiquetó la canción como uno de los aspectos más destacados de Love Stuff, escribiendo "Cuando King camina una fina línea entre la contracción del rock y soul testifican, hay un poco de fuego." El blog de Entretenimiento Renowned for Sound clasificó la canción con 4.5 estrellas de 5;  Marcus Floyd elogió tanto la capacidad de contar historias de King y su producción pegadiza ("que sólo tiene este sonido atractivo, que te dan ganas de escuchar una y otra vez"). Bradley Stern, escribió una reseña muy positiva de la canción para MuuMuse en el que describió a la canción como "ballsy, temerario y profundamente #unapologetic."

## Video musical
El video musical de "Ex's & Oh's" se estrenó el 1 de mayo de 2015. El video comienza con el personaje de King pateando a su novio fuera de su coche en medio de un desierto, y luego se centra en gran parte en una fiesta de barbacoa organizado por King . Con muchos personajes y escenas con insinuaciones sexuales claras masculinas, ropa ligera, el video subvierte el papel de las mujeres comunes en los videos de música contemporánea, y ha sido elogiado por los críticos debido a este cambio de roles. Por otro lado, la página web británica Popjustice describió el video como "100% terrible"

## Presentaciones en vivo
- El 22 de octubre de 2014 King interpretó la canción en Brooklyn para la revista Paste.</ref>[10]
- El 17 de febrero de 2015 King interpretó la canción en The Today Show.[11]
- El 3 de abril de 2015King interpretó la canción en The Tonight Show Starring Jimmy Fallon.[12]
- El 26 de octubre de 2015 King interpretó la canción en Jimmy Kimmel Live !.
- Un 16 de diciembre de 2015 King interpretó la canción en el TFI Friday Especial de Navidad en el Reino Unido

## Rendimiento en Listas
| Listas (2014–16)                            | Mejor posición |
| ------------------------------------------- | -------------- |
| Alemania (Offizielle Deutsche Charts)       | 10             |
| Australia (ARIA)                            | 5              |
| Austria (Ö3 Austria Top 40)                 | 5              |
| Bélgica (Flandes) (Ultratip Bubbling Under) | 4              |
| Bélgica (Valonia) (Ultratip Bubbling Under) | 31             |
| Canadá (Canadian Hot 100)                   | 14             |
| Canadá (AC Billboard)                       | 6              |
| Canadá (CHR/Top 40 Billboard)               | 10             |
| Canadá (Hot AC Billboard)                   | 3              |
| Canadá (Rock Billboard)                     | 12             |
| Escocia (Scottish Singles Sales Chart)      | 3              |
| España (Top 100 Canciones)                  | 26             |
| Estados Unidos (Billboard Hot 100)          | 10             |
| Estados Unidos (Adult Contemporary)         | 5              |
| Estados Unidos (Adult Top 40)               | 1              |
| Estados Unidos (Mainstream Top 40)          | 7              |
| Dinamarca (Tracklisten)                     | 22             |
| Francia (SNEP)                              | 119            |
| Hungría (Single Top 40)                     | 22             |
| Irlanda (IRMA)                              | 28             |
| Israel (Media Forest)                       | 4              |
| México (Ingles Airplay Billboard)           | 1              |
| México (Top 20 Inglés Monitor Latino)       | 5              |
| Nueva Zelanda (Recorded Music NZ)           | 10             |
| Polonia (Polish Airplay Top 100)            | 20             |
| Reino Unido (UK Singles Chart)              | 15             |
| República Checa (Rádio Top 100)             | 1              |
| Suecia (Sverigetopplistan)                  | 60             |
| Suiza (Schweizer Hitparade)                 | 30             |

| Lista (2015)                                       | Posición |
| -------------------------------------------------- | -------- |
| Canadá (Canadian Hot 100)                          | 35       |
| Estados Unidos (Billboard Hot 100)                 | 73       |
| Estados Unidos (Adult Alternative Songs Billboard) | 2        |
| Estados Unidos (Adult Top 40 Billboard)            | 22       |
| Estados Unidos (Alternative Songs Billboard)       | 4        |
| Estados Unidos (Hot Rock Songs Billboard)          | 6        |
| Estados Unidos (Rock Airplay Billboard)            | 4        |

## Certificaciones
| País   | Organismo certificador | Certificación | Ventas certificadas | Ref.   |
| ------ | ---------------------- | ------------- | ------------------- | ------ |
| México | AMPROFON               | Platino + Oro | 90 000              | [ 50 ] |

## Fecha de Lanzamiento
| País           | Fecha                    | Formato                 | Discográfica | Ref.   |
| -------------- | ------------------------ | ----------------------- | ------------ | ------ |
| Estados Unidos | 23 de septiembre de 2014 | Descarga digital        | RCA          |        |
| Estados Unidos | 7 de octubre de 2014     | Adult album alternative | RCA          | [ 51 ] |
| Estados Unidos | 11 de mayo de 2015       | Modern rock radio       | RCA          | [ 52 ] |